# Tricorynus platyops
Tricorynus platyops är en skalbaggsart som beskrevs av White 1965. Tricorynus platyops ingår i släktet Tricorynus och familjen trägnagare. Inga underarter finns listade i Catalogue of Life.